# ドット・パレット
もしかして
- ドット・バレット

ではありませんか？